# Tomislav Pačovski
Tomislav Pačovski, detto Tome (in macedone Томислав "Томе" Пачовски?; Bitola, 28 giugno 1982), è un ex calciatore macedone, di ruolo portiere.

## Palmarès

### Club

#### Competizioni nazionali
- Campionato macedone: 4

Rabotnički: 2005-2006, 2007-2008
Vardar: 2014-2015, 2015-2016
- Coppa di Macedonia: 1

Rabotnički: 2007-2008
- Supercoppa di Macedonia: 1

Vardar: 2015